# Haflinški konj
Haflinški konj ali haflinger je pasma domačega konja, ki so jo razvili na območju nekdanje Tirolske v poznem 19. stoletju. Gre za široko razširjeno pasmo, ki jo gojijo po vsem svetu, pojavlja pa se tudi v Sloveniji, kjer ima zaradi dolge zgodovine reje na slovenskem področju status tradicionalne pasme. Haflinški konji so vselej lisjaki manjše postave, ki človeku služijo v glavnem kot jahalni in vprežni konji, občasno pa se jih uporablja za prirejo klavnih žrebet.

## Zgodovina in razširjenost
Za poreklo haflinškega konja se šteje nekdanja zgodovinska regija Tirolska (danes deloma v Avstriji deloma v Italiji), kjer so prebivale avtohtone populacije avstrijskih tovornih kobil manjšega okvirja. Z usmerjeno rejo teh konj naj bi pričeli v poznem 19. stoletju, ko so majhne domače tovorne kobile križali z žrebci arabskega konja (arabca). Med ključnimi arabskimi žrebci, ki so pripomogli k nastanku sodobnega haflingerja, se mnogokrat omenja konja 249 Folie in njegova moška potomca 14 Folie I-17 ter lic. 252/233 Hafling. Slednja veljata za starša potomcev, ki so osnovali sedem haflingerjevih žrebčevskih linij (A, B, M, N, S, ST in W), obstoječih še danes. Znanih je tudi nekaj rodov haflinških kobil, ki se jih naziva s črkami.
Vse do nastopa druge svetovne vojne so haflinški konji služili v glavnem kot delovna žival in lahki vozni konj. Po koncu druge svetovne vojne sta kmetijstvo in živinoreja doživela veliko sprememb, ki so bile v večji meri posledica vpeljavanja mehanizacije v kmečki prostor, kar je vodilo v manjšanje vloge kmečkih delovnih živali. V močno povečanje števila konj haflinške pasme je vodila uporaba haflingerja kot jahalnega konja v okviru ljubiteljskega konjeništva, kjer je bila pasma še posebej priljubljena zaradi priročne majhne velikosti. Reja haflinškega konja za namene konjeništva se je najprej razširila po vsej Evropi, nakar so konje začeli izvažati tudi na druge kontinente; danes haflinger velja za svetovno razširjeno pasmo, ki se jo redi v več kot šestdesetih državah. Na svetu naj bi bilo nekaj več kot 250 000, morda skoraj 300 000 glav haflinške pasme.

### V Sloveniji
Na območju Slovenije naj bi se organizirana reja haflinškega konja pričela okrog leta 1950, četudi je nekaj konj za vzrejo v hribih banovinska žrebčarna v Ponovičah v naše dežele uvažala že od leta 1936. Slovensko populacijo haflinškega konja so močno povečali med letoma 1955 in 1958, ko so iz avstrijske Tirolske v slovenske dežele prepeljali okoli sto kobil in nekaj žrebcev, da bi lahko slovenski rejci začeli z usmerjeno rejo haflingerja, ki je veljal za uporabno pasmo, prilagojeno na hribovit teren in avstrijske podnebne razmere, podobne slovenskim. Prizadevanja se niso končala z želenimi rezultati in sčasoma so iz organizirane selekcije haflinškega konja odstranili skorajda vse v tistem obdobju pripeljane konje.
Usmerjeno in organizirano vzrejo haflingerja so znova poskusili uvesti ob koncu 20. stoletju, v letu 1979, ko je armada ob podpori slovenske teritorialne obrambe (TO) začela uvažati nov val konjev (vse skupaj 29 samcev in 215 samic). Velike zasluge se pripisuje Konjerejskemu centru Krumperk, danes Pedagoško raziskovalni center za konjerejo Krumperk (enota Oddelka za zootehniko ljubljanske Biotehniške fakultete), ki so ga ustanovili v letu 1978. Leto kasneje je ta konjerejski center, kjer so v tistem času redili osem kobil in enega plemenskega žrebca, dobil status zvezne kobilarne za rejo haflinških konj in hkrati postaje za preizkušanje delovnih sposobnosti haflingerjevih žrebcev. Z opravljanjem vloge rejskega centra so v kobilarni Krumperk zaključili ob koncu 1980, za delovne sposobnosti pa so haflinške konje testirali do leta 2003.
Za področja, kjer so haflinškega konja gojili najprej, veljajo hribovski deli Posočja, Gorenjske in Koroške. Že kmalu so pasmo prenesli v druge dele Slovenije, danes pa je haflinger razširjen po vsej državi. Slovenska populacija haflinških konj naj bi imela predstavnike vseh osnovnih žrebčevskih linij (A, B, M, N, S, ST in W) in pripadnike kar 22 kobiljih rodov. Decembra leta 2016 je bilo v rejski program slovenske populacije vključenih 461 plemenic in 23 plemenjakov. V letu 2020 naj bi bilo v Sloveniji 570 živali haflinške pasme, pri čemer naj bi celotno število v primerjavi s prejšnjimi leti upadalo. Ker se haflingerja v Sloveniji načrtno in usmerjeno goji že precej časa, je bila pasma po odločbi ministrstva priznana za slovensko tradicionalno pasmo.

## Značilnosti

### Čistopasemskost
Slovenski rejski program za haflinškega konja kot čistopasemskega posameznika dojema vsakega konja, "katerega poreklo po očetovi in materini strani izkazuje rejo v čisti pasmi." Križanje slovenskih haflingerjev s konji drugih pasem ni dovoljeno; za zadnje priznano tovrstno parjenje med pasmama se šteje križanje z arabskim žrebcem 249 Folie. Vsi čistopasemski haflinški konji so evidentirani v rodovniški knjigi.

### Izgled
Za haflinško pasmo so značilni konji manjšega okvirja; kobile praviloma dosežejo 143–149 cm višine, žrebci so nekoliko višji z 144–152 cm višine. Konji imajo suho, v profilu ravno ali nekoliko konkavno glavo, na kateri so velike oči. Na glavi ležeča nosna linija je bodisi ravna bodisi nekoliko vbočena, živali imajo široko čelo. Dobro oblikovan in srednje dolg vrat ima prožno zatilje. Konjev prednji del naj bi imel dolgo in položno ter dobro omišičeno pleče, prsa pa naj bi bila tako globoka kot tudi široka. Srednji del konj je praviloma globok, ima elastični hrbet in dobro obokana rebra. Tudi konjev dobro oblikovan zadnji del je omišičen in navadno ne doseže pretirane širine, križ je zmerno položen in ne preveč razcepljen. Haflinški konji imajo čvrsta, ustrezno oblikovana kopita, ki se na spodnjem delu nekoliko razširijo.
Haflinški konji so vselej lisjaki (tj. njihova zaščitna dlaka – griva – je svetlejša ali enaka krovni oziroma osnovni), pri živalih pa se pojavljajo mnogi odtenki; vse od svetlih do temnejših lisičjih barv. Čistopasemski konji imajo čisto osnovno barvo dlake, kar pomeni, da se sive dlake, jeguljast trak in različni temni oziroma svetli znaki dojemajo kot napake. Med neželene lastnosti spadajo tudi bela znamenja nog, medtem ko so bela naglavna znamenja dovoljena. Zaščitna dlaka (griva in rep) je navadno svetla oziroma bela, dopušča se tudi nekoliko rdečkaste barve, medtem ko siva barva ni zaželena.

### Kvalitete in uporabnost
Haflinški konji so zdrave in dobro plodne živali čvrste konstitucije, ki imajo ugoden značaj in uravnotežen temperament. Praviloma so vsestransko uporabni delavoljni konji. Znani so po dobrem izkoristku dane krme. Imajo značilno gibanje; hod je navadno enakomeren, kas ima dober zamah in je prožen ter energičen, pri galopu pa je moč zapaziti težnjo po gibanju navzgor.
Sodobni haflinger se v glavnem uporablja kot jahalni in vprežni konj, pri čemer selekcija izpostavlja predvsem jahalne lastnosti. Ker gre za manjšega konja uravnoteženega značaja, je haflinški konj primeren tako za odrasle kot tudi otroke. Poleg rekreacijskega jahanja konji sodelujejo v raznolikih turističnih dejavnostih in izvajanju hipoterapij (terapij s konji). Modernega haflingerja se ponekod še vedno uporablja kot delovnega konja, in sicer za opravljanje lažjih kmečkih del. Občasno se konji te pasme gojijo za prirejo klavnih žrebet.